# 落帆亭
落帆亭位于浙江省嘉兴市南湖区新嘉街道原杉青闸路，是京杭大运河杉青闸旁一座园林。落帆亭原为一座凉亭，名称来自运河航船过闸落帆，后扩建为园林。落帆亭始建年代不详，宋神宗熙宁初年（1068年）曾由吕温卿重建，清光绪六年（1880年）再次重建，此后为酒业公所所有，1921年再修，成为嘉兴名胜。文化大革命期间，落帆亭遭到破坏，仅存假山、太白亭等遗迹，1988年再修。园内原有嘉禾墩，为嘉兴旧名“禾兴”来源地，亭对面相传为汉代朱买臣妻崔氏所葬的古羞墓。1981年，落帆亭被列入嘉兴市文物保护单位，2011年作为杉青闸遗址子项列入浙江省文物保护单位。